# Mekhenty-Irty
Mekhenty-Irty (ou Khenty-Khem, « Le plus important de Khem », ou Khenty-Irty, « Celui à l'œil perçant ») est un dieu de la mythologie égyptienne particulièrement vénéré à Létopolis (l'ancienne Khem). Alternativement aveugle et voyant, dont l'œil droit était le soleil et le gauche la lune, il fut très tôt dans l'histoire égyptienne (au plus tard au début de l'Ancien Empire) assimilé au dieu Haroëris (Horus le Grand).
À Létopolis, il guérissait les maladies des yeux. De ce fait, par la suite, Haroëris est investi de la maîtrise des yeux et, auprès de Rê, il ramène l'œil solaire qui avait délaissé le dieu rayonnant, faisant de lui Celui qui éclaire le monde de ses yeux, les deux luminaires.